# Stellidia rama
Stellidia rama là một loài bướm đêm trong họ Erebidae.